# Haustür (Schlehdorf)

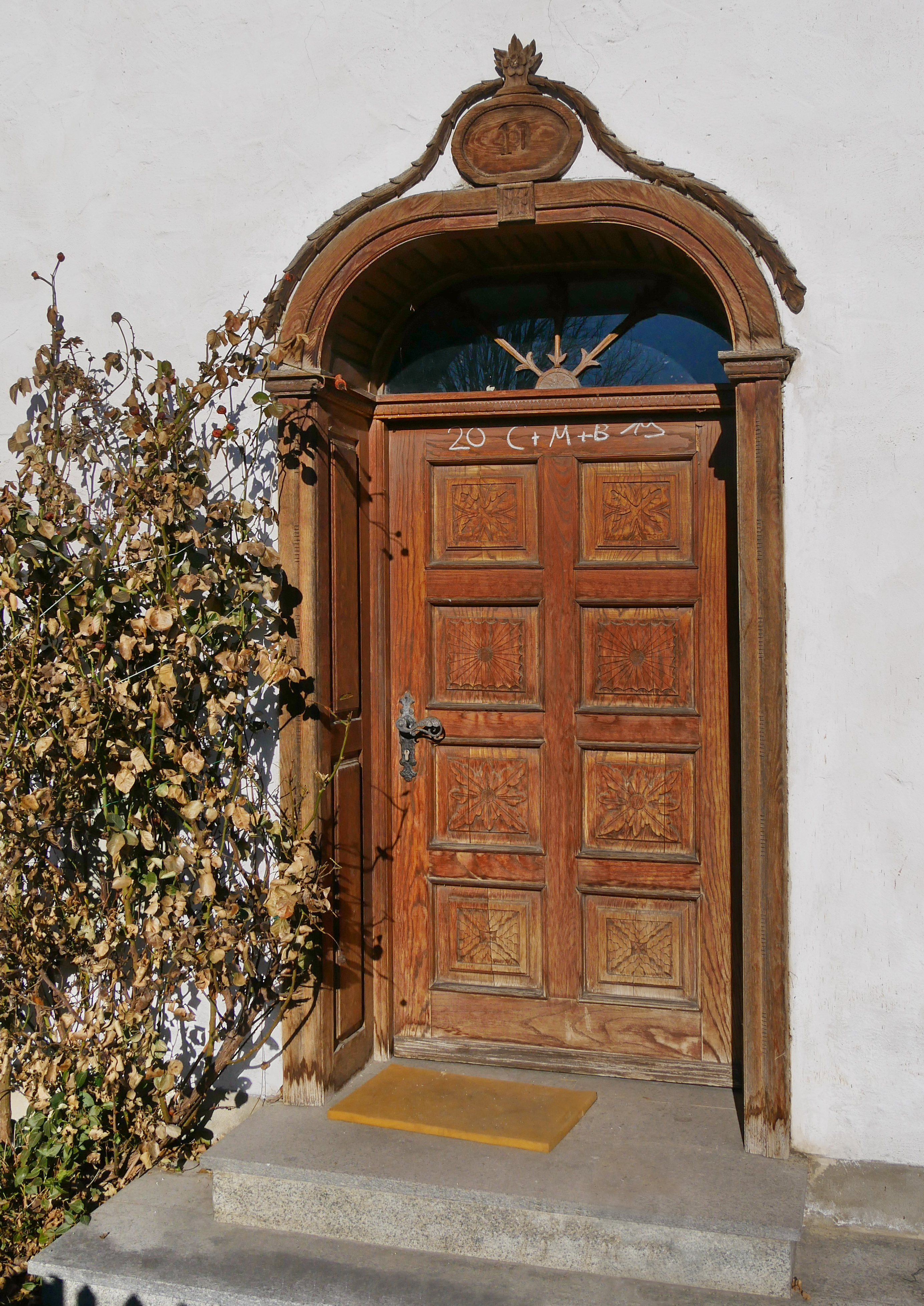
Haustür in Schlehdorf

Die Haustür in Schlehdorf, einer Gemeinde im oberbayerischen Landkreis Bad Tölz-Wolfratshausen, wurde nach 1846 geschaffen. Die Haustür des Wohnhauses Seestraße 8 ist ein geschütztes Baudenkmal.
Die hölzerne Tür mit Oberlicht ist mit einem reichen Schnitzdekor in Form von Pflanzenmotiven geschmückt.